# Phaeocedus fedotovi
Phaeocedus fedotovi är en spindelart som beskrevs av Dmitry Evstratievich Kharitonov 1946. Phaeocedus fedotovi ingår i släktet Phaeocedus och familjen plattbuksspindlar.
Artens utbredningsområde är Uzbekistan. Inga underarter finns listade i Catalogue of Life.